# أنطونيو إيشفاريا غارسيا
أنطونيو إيشفاريا غارسيا هو سياسي مكسيكي، ولد في 22 أبريل 1973 في تبيك في المكسيك. نشط حزبياً في مستقل. وقد انتخب Governor of Nayarit ‏.